# Sport Clube de Mirandela
Le Sport Clube de Mirandela est un club de football portugais basé à Mirandela dans le nord du Portugal.